# Alberto Jorge García
Alberto Jorge García Carpizo (Guadalajara, 26 settembre 1993) è un calciatore messicano, attaccante svincolato.

## Carriera
Ha giocato nella massima serie dei campionati messicano e costaricano.